# Uecht
Uecht är en kulle i Luxemburg. Den ligger i kommunen Parc Hosingen, i den norra delen av landet, 45 kilometer norr om staden Luxemburg. Toppen på Uecht är 502 meter över havet.